# Ozero Ovinskoje
Ozero Ovinskoje (ryska: Озеро Овинское) är en sjö i Belarus.   Den ligger i voblasten Homels voblast, i den centrala delen av landet, 160 km sydost om huvudstaden Minsk. Ozero Ovinskoje ligger 131 meter över havet.
I omgivningarna runt Ozero Ovinskoje växer i huvudsak blandskog. Runt Ozero Ovinskoje är det glesbefolkat, med 14 invånare per kvadratkilometer.